# ヘイロー (ビヨンセの曲)
「ヘイロー」 (Halo) はアメリカ合衆国のR&B歌手ビヨンセの楽曲。ライアン・テダー並びにエヴァン・ボガートによって、彼女の3作目のスタジオ・アルバム『アイ・アム…サーシャ・フィアース』のために製作された。この楽曲はアメリカ合衆国にてアルバムからの4作目（"アイアム"サイドからは2枚目）のシングルとして2009年1月20日にリリースされた。イスラエルチャートでは1位を記録している。

## リリース日一覧

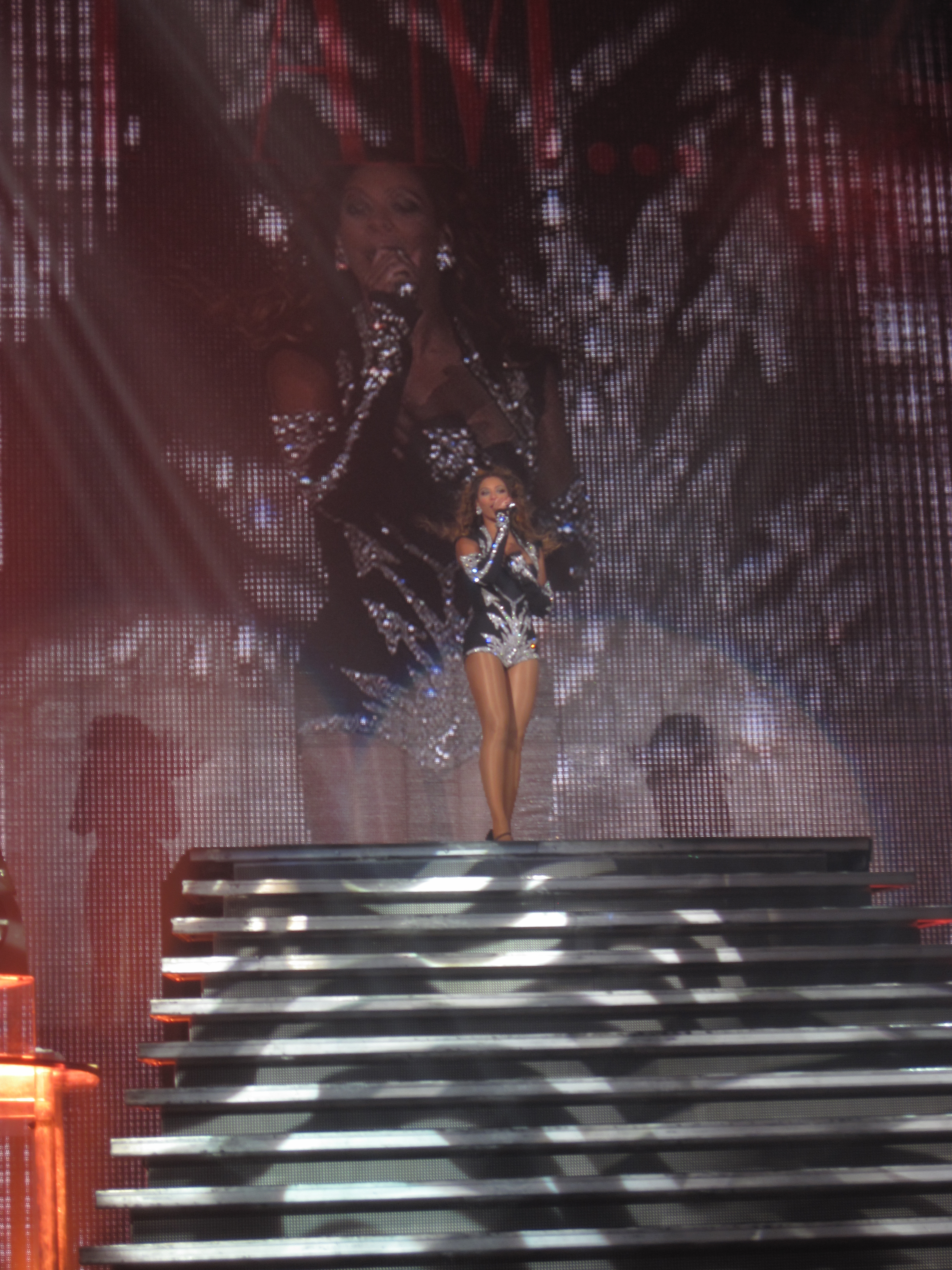
『ヘイロー』を歌うノウルズ (ロンドンにて)

| 国             | リリース日    | 規格                   |
| -------------- | ------------- | ---------------------- |
| アメリカ合衆国 | 2009年1月20日 | デジタル・ダウンロード |
| ブラジル       | 2009年2月11日 | ラジオ                 |
| オーストラリア | 2009年2月21日 | シングル               |
| ドイツ         | 2009年4月3日  | シングル               |
| イギリス       | 2009年4月13日 | CDシングル             |
| イギリス       | 2009年4月13日 | デジタル・ダウンロード |